# Saturno (planeta)
Saturno es el sexto planeta del sistema solar contando desde el Sol, el segundo en tamaño y masa después de Júpiter y el único con un sistema de anillos visible desde la Tierra. Su nombre proviene del dios romano Saturno. Forma parte de los denominados planetas exteriores o gaseosos. El aspecto más característico de Saturno son sus brillantes y grandes anillos. Antes de la invención del telescopio, Saturno era el más lejano de los planetas conocidos y, a simple vista, no parecía luminoso ni interesante.
El primero en observar los anillos fue Galileo en 1610, pero la baja inclinación de los anillos y la baja resolución de su telescopio le hicieron pensar en un principio que se trataba de grandes satélites. Christiaan Huygens, con mejores medios de observación, pudo en 1659 observar con claridad los anillos. James Clerk Maxwell, en 1859, demostró matemáticamente que los anillos no podían ser un único objeto sólido sino que debían ser la agrupación de millones de partículas de menor tamaño. Las partículas que componen los anillos de Saturno giran a una velocidad de 48 000 km/h, 15 veces más rápido que una bala.

## Origen del nombre del planeta Saturno
Debido a su posición orbital más lejana que Júpiter, los antiguos romanos le otorgaron el nombre del padre de Júpiter al planeta Saturno. En la mitología romana, Saturno era el equivalente del antiguo titán griego Crono, hijo de Urano y Gea, que gobernaba el mundo de los dioses y los hombres devorando a sus hijos en cuanto nacían para que no lo destronaran. Zeus, uno de ellos, consiguió esquivar este destino y finalmente derrocó a su padre para convertirse en el dios supremo. En la Antigüedad clásica a Saturno se lo conocía como Faetonte o Faetón.
Los griegos y romanos, herederos de los sumerios en sus conocimientos del cielo, habían establecido en siete el número de astros que se movían en el firmamento: el Sol, la Luna, y los planetas Mercurio, Venus, Marte, Júpiter y Saturno, las estrellas «errantes» que, a distintas velocidades, orbitaban en torno a la Tierra, centro del universo. De los cinco planetas, Saturno es el de movimiento más lento, emplea unos treinta años (29.46 años) en completar su órbita, casi el triple que Júpiter (11.86 años) y respecto a Mercurio, Venus y Marte la diferencia es mucho mayor. Saturno destacaba por su lentitud y si Júpiter era Zeus, Saturno tenía que ser Crono, el padre anciano, que paso a paso deambula entre las estrellas.

## Características generales
Saturno es un planeta visiblemente achatado en los polos con un ecuador que sobresale formando un esferoide ovalado. Los diámetros ecuatorial y polar son de 120 536 y 108 728 km, respectivamente. Este efecto es producido por la rápida rotación del planeta, su naturaleza fluida y su relativamente baja gravedad. Los otros planetas gigantes son también ovalados pero en menor medida. Saturno posee una densidad específica de aproximadamente 690 kg/m³, siendo el único planeta del sistema solar con una densidad inferior a la del agua (1000 kg/m³). La atmósfera del planeta está formado por un 96 % de hidrógeno y un 3 % de helio. El volumen del planeta es suficiente como para contener 740 veces la Tierra, pero su masa es solo 95 veces la terrestre, a causa de la ya mencionada baja densidad media.
El periodo de rotación de Saturno es incierto dado que no posee superficie y su atmósfera gira con un periodo distinto en cada latitud. Desde la época de los Voyager se consideraba que el periodo de rotación de Saturno, basándose en la periodicidad de señales de radio emitidas por él, era de 10 h 39 min 22.4 s (810.8°/día). Las misiones espaciales Ulysses y Cassini han mostrado que este periodo de emisión en radio varía en el tiempo, siendo en la actualidad de 10 h 45 min 45 s (± 36 s). La causa de este cambio en el periodo de rotación de radio podría estar relacionada con la actividad criovolcánica en forma de géiseres del satélite Encélado, que libera material en órbita de Saturno capaz de interactuar con el campo magnético externo del planeta, utilizado para medir la rotación del núcleo interno donde se genera. En general, se considera que el periodo de rotación interno del planeta puede ser conocido tan solo de forma aproximada.
Comparado con el planeta Tierra, el tamaño de Saturno es nueve veces mayor, y su órbita está nueve veces más lejos del Sol. Esto significa que si observamos desde el Sol a la Tierra y a Saturno cuando están en el mismo punto, en un nodo de intersección de sus órbitas, la Tierra tiene el mismo tamaño aparente que Saturno.

## Estructura interna
Los modelos planetarios típicos consideran que el interior del planeta es semejante al de Júpiter, con un núcleo rocoso rodeado por hidrógeno, helio y trazas de otras sustancias volátiles. Sobre él se extiende una extensa capa de hidrógeno líquido, debido a los efectos de las elevadas presiones y temperaturas. Los 30 000 km exteriores del planeta están formados por una extensa atmósfera de hidrógeno y helio. El interior del planeta probablemente contenga un núcleo formado por materiales helados acumulados en la formación temprana del planeta y que se encuentran en estado líquido en las condiciones de presión y temperatura cercanas al núcleo. Este se encuentra a temperaturas en torno a 12 000 K —aproximadamente el doble de la temperatura de la superficie del Sol—.
Por otro lado, y al igual que Júpiter y Neptuno, Saturno irradia más calor al exterior del que recibe del Sol. Una parte de esta energía está producida por una lenta contracción del planeta que libera la energía potencial gravitatoria producida en la compresión. Este mecanismo se denomina mecanismo de Kelvin-Helmholtz. El calor extra generado se produce en una separación de fases entre el hidrógeno y el helio relativamente homogéneos que se están diferenciando desde la formación del planeta, liberando energía gravitatoria en forma de calor.

## Atmósfera

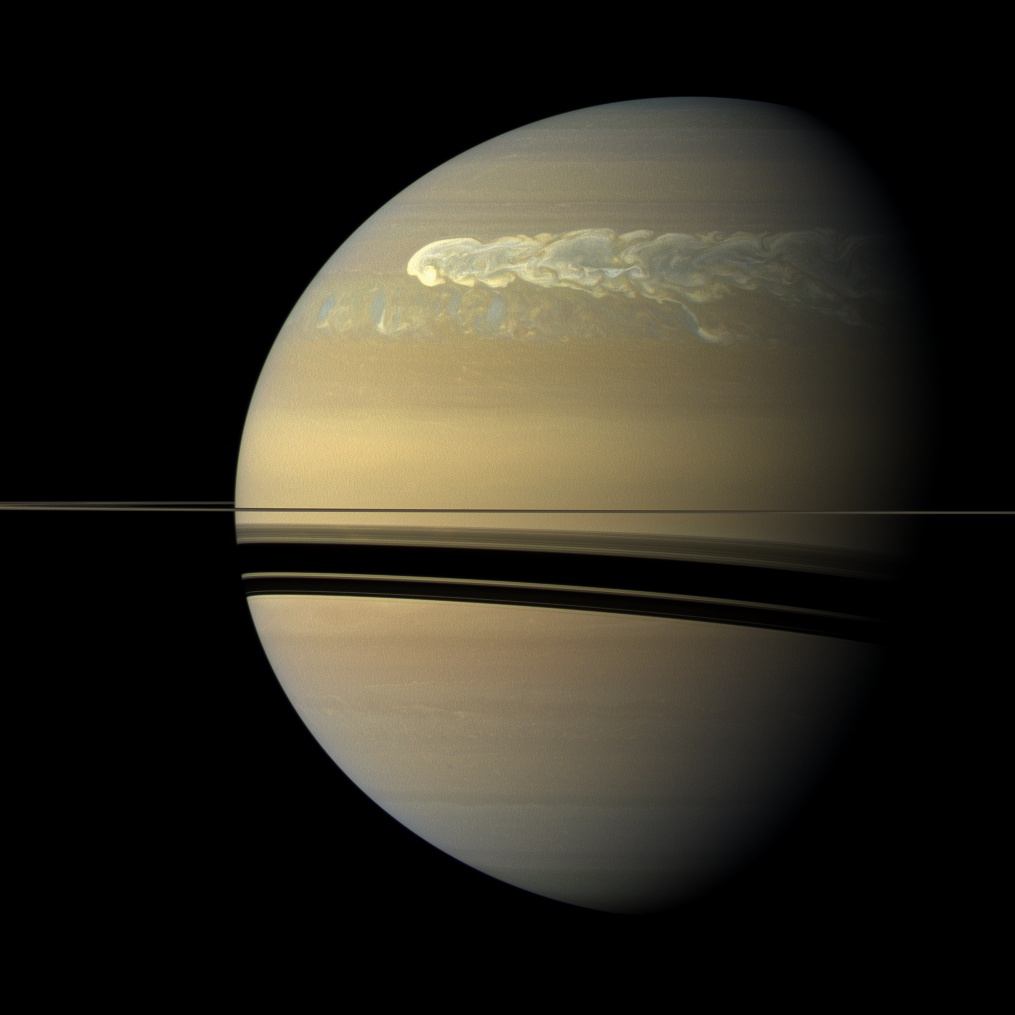
La enorme tormenta aparecida en diciembre de 2010 (foto NASA)

La atmósfera de Saturno posee un patrón de bandas oscuras y zonas claras similar al de Júpiter aunque la distinción entre ambas es mucho menos clara en el caso de Saturno. La atmósfera del planeta posee fuertes vientos en la dirección de los paralelos alternantes en latitud y altamente simétricos en ambos hemisferios a pesar del efecto estacional de la inclinación axial del planeta. El viento está dominado por una intensa y ancha corriente ecuatorial al nivel de la altura de las nubes que llegó a alcanzar velocidades de hasta 450 m/s en la época de los Voyager. A diferencia de Júpiter, no son aparentes grandes vórtices estables, aunque sí los hay más pequeños.
Es probable que las nubes superiores estén formadas por cristales de amoníaco. Sobre ellas parece extenderse una niebla uniforme sobre todo el planeta, producida por fenómenos fotoquímicos en la atmósfera superior —alrededor de 10 mbar—. A niveles más profundos —cerca de 10 bar de presión—, el agua de la atmósfera podría condensarse en una capa de nubes de agua que aún no ha podido ser observada.
Al igual que en Júpiter, ocasionalmente se forman tormentas en la atmósfera de Saturno, y algunas de ellas han podido observarse desde la Tierra. En 1933, se observó una mancha blanca situada en la zona ecuatorial por el astrónomo aficionado W. T. Hay. Era lo suficientemente grande como para ser visible con un refractor de 7 cm, pero no tardó en disiparse y desvanecerse. En 1962, empezó a desarrollarse una nueva mancha, pero no llegó nunca a destacar. En 1990, se pudo observar una gigantesca nube blanca en el ecuador de Saturno que ha sido asimilada a un proceso de formación de grandes tormentas. Se han observado manchas similares en placas fotográficas tomadas durante el último siglo y medio a intervalos de aproximadamente 30 años. En 1994, se pudo observar una segunda gran tormenta de aproximadamente la mitad de tamaño que la producida en 1990.
La sonda Cassini ha podido captar varias grandes tormentas en Saturno. Una de las mayores tormentas, con rayos 10 000 veces más potentes que los de cualquier tormenta de la Tierra, apareció el día 27 de noviembre de 2007, habiendo durado 7 meses y medio —lo que fue por un tiempo el récord de duración de una tormenta en el sistema solar—. Esta tormenta apareció en el hemisferio sur de Saturno, en una zona conocida como «callejón de las tormentas» por la elevada frecuencia con la que aparecen allí estos fenómenos. Este récord, sin embargo, ha sido batido por otra tormenta aparecida en la misma zona, que fue detectada en enero de 2009 y que duró hasta octubre de ese año.
Una enorme tormenta, tan grande que rodeó el planeta, apareció en diciembre de 2010 en el hemisferio norte de Saturno desarrollando un vórtice central de color oscuro de 5000 kilómetros de ancho similar a la Gran Mancha Roja de Júpiter, siendo tan potente —mucho más que cualquier tormenta terrestre— que arrastró nubes de cristales de amoniaco de las profundidades de la atmósfera del planeta. Durante los aproximadamente 200 días que duró, fue estudiada con ayuda de la sonda Cassini y de telescopios terrestres, creció y se expandió hasta alcanzar un área ocho veces superior al de la Tierra, y pudieron captarse las ondas de radio producidas por el aparato eléctrico asociado a ella.

Característica nube hexagonal en el polo norte, descubierta por Voyager 1 y confirmada en 2006 por Cassini.

Las regiones polares presentan corrientes en chorro a 78° N y 78° S. Las sondas Voyager detectaron en los años 1980 un patrón hexagonal en la región polar norte que ha sido observado también por el telescopio espacial Hubble durante los años 1990. Las imágenes más recientes obtenidas por la sonda Cassini han mostrado el vórtice polar con gran detalle. Saturno es el único planeta conocido que posee un vórtice polar de estas características si bien los vórtices polares son comunes en las atmósferas de la Tierra o Venus.
En el caso del hexágono de Saturno, los lados tienen unos 13 800 kilómetros de longitud —algo más del diámetro de la Tierra— y la estructura rota con un periodo idéntico al de la rotación planetaria, siendo una onda estacionaria que no cambia su longitud ni estructura, como hacen el resto de nubes de la atmósfera. Estas formas poligonales entre tres y seis lados se han podido replicar mediante modelos de fluidos en rotación a escala de laboratorio.
Al contrario que el polo norte, las imágenes del polo sur muestran la presencia de una corriente de chorro, pero no vórtices ni ondas hexagonales persistentes. Sin embargo, NASA informó en noviembre de 2006 que la sonda Cassini había observado un huracán en el polo sur, con un ojo bien definido. Ojos de tormenta bien definidos solo habían sido observados en la Tierra —incluso no se ha logrado observarlo en la Gran Mancha Roja de Júpiter por la sonda Galileo—. Ese vórtice, de aproximadamente 8000 kilómetros de diámetro, ha podido ser fotografiado y estudiado con gran detalle por la sonda Cassini, midiéndose en él vientos de más de 500 km/h.
En abril de 2010, la NASA hizo públicos unos vídeos e imágenes en los que se puede apreciar el aparato eléctrico asociado a las tormentas que se producen en la atmósfera de Saturno, la primera vez que se consigue esto.

## Órbita

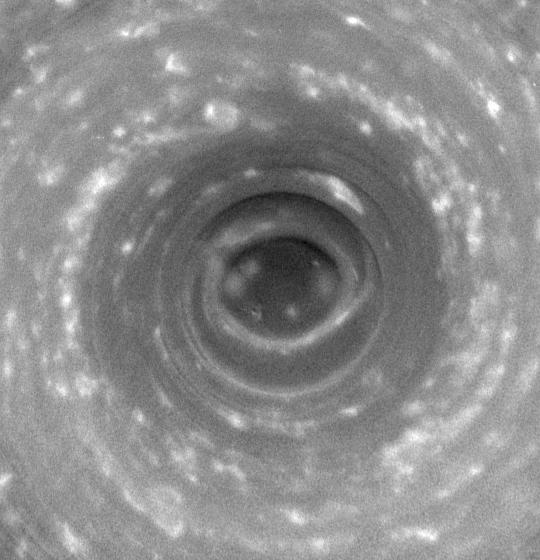
Vórtice en el polo Sur de Saturno, captado por la sonda Cassini

Saturno gira alrededor del Sol a una distancia media de 1418 millones de kilómetros en una órbita de excentricidad de 0.056, que sitúa el afelio a 1500 millones de kilómetros, y el perihelio a 1240 millones de kilómetros. Saturno tuvo sus últimos perihelios en 1974 y en 2003. El periodo de traslación alrededor del Sol es de 29 años y 167 días y el período de rotación sobre su eje es corto, de 10 horas y 14 minutos, con algunas variaciones entre el ecuador y los polos.
Su período sinódico es de 378 días, de modo que, cada año, la oposición se produce con casi dos semanas de retraso respecto al año anterior. Visto desde la Tierra el movimiento aparente de Saturno respecto del fondo de estrellas es directo excepto cerca de la oposición. Saturno parecerá entrar en movimiento retrógrado unos 69 días antes de la oposición y permanecerá así durante un período de aproximadamente 138 días, moviéndose aparentemente «hacia atrás» un ángulo de 6,8° antes de volver al movimiento directo.
Los elementos orbitales de Saturno son modificados en una escala de ~900 años debido a una resonancia orbital de tipo 5:2 con el planeta Júpiter, resonancia bautizada por los astrónomos franceses del siglo XVIII como la grande inégalité (Júpiter completa aproximadamente 5 vueltas por cada 2 de Saturno). Los planetas no se encuentran en una resonancia perfecta, pero están lo suficientemente cercanos a ella como para que las perturbaciones en sus respectivas órbitas sean apreciables.

## Satélites

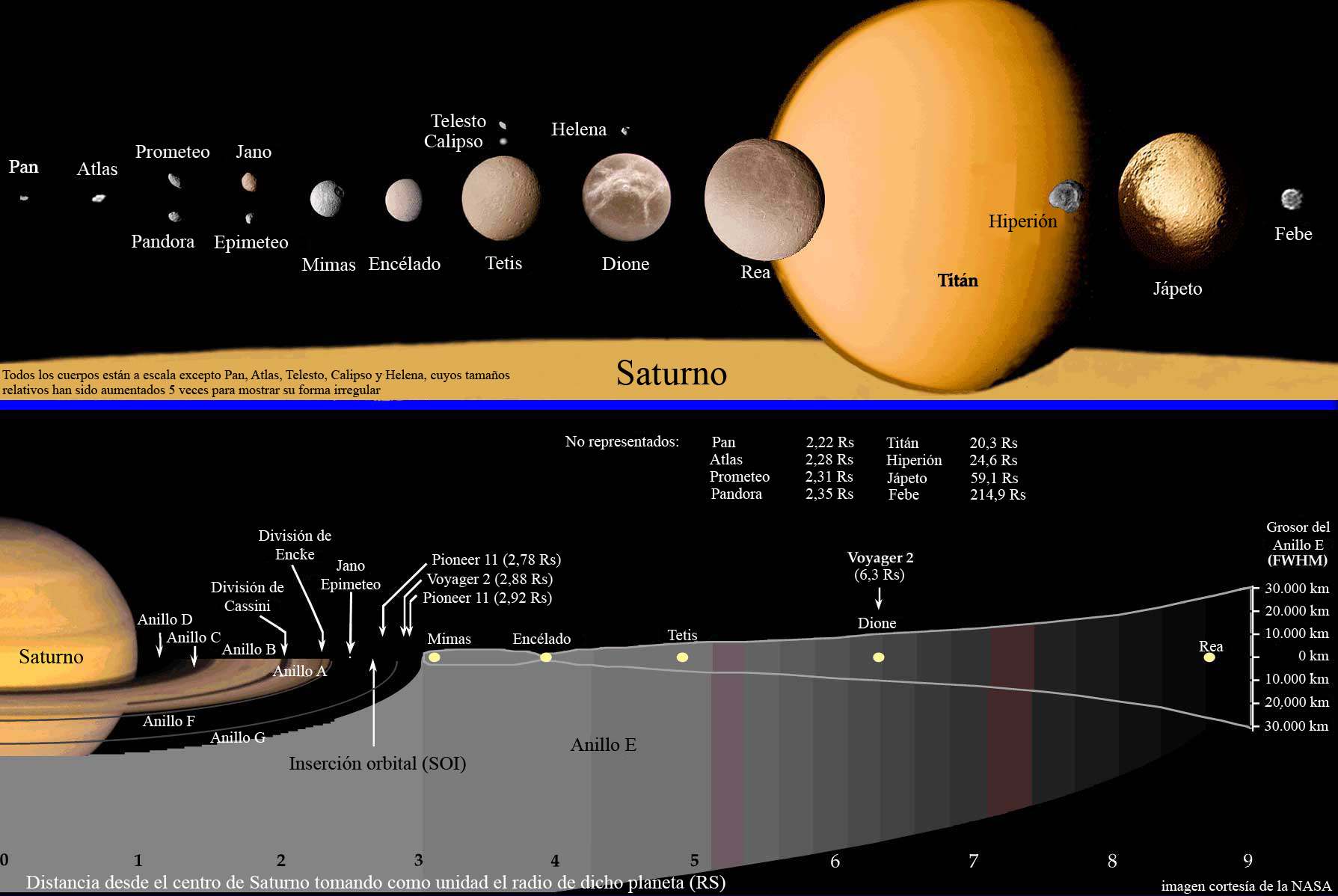
Mapa del sistema de satélites y anillos de Saturno

Saturno tiene un gran número de satélites, actualmente hay un total de 274 lunas reconocidas por la Unión Astronómica Internacional (IAU); el mayor de los cuales, Titán, es el único satélite del sistema solar con una atmósfera importante.

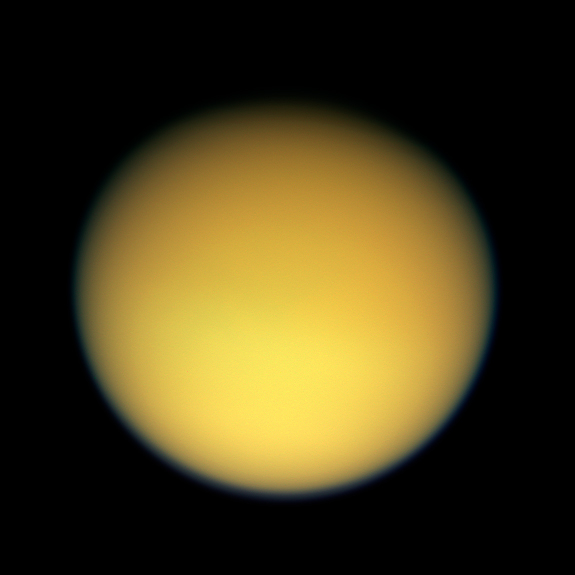
Titán, el satélite más grande de Saturno

Los satélites más grandes, conocidos antes del inicio de la investigación espacial, son: Mimas, Encélado, Tetis, Dione, Rea, Titán, Hiperión, Jápeto y Febe. Tanto Encélado como Titán son objetos especialmente interesantes para los científicos planetarios, ya que en el primero se cree la posible existencia de agua líquida a poca profundidad de su superficie, sobre la base de la emisión de vapor de agua en géiseres y, el segundo, presenta una atmósfera rica en metano y similar a la de la Tierra primitiva.
Otros 30 satélites de Saturno tienen nombre, pero el número exacto es incierto por existir una gran cantidad de objetos que orbitan este planeta. En el año 2000, fueron detectados 12 nuevos satélites, cuyas órbitas sugieren que son fragmentos de objetos mayores capturados por Saturno. La misión Cassini-Huygens también ha encontrado nuevos satélites, la última de ellas anunciada el 3 de marzo de 2009 y que hace la número 61 del planeta.
El disco aparente de Titán —un borroso círculo anaranjado de bordes algo más oscuros— puede verse con telescopios de aficionados a partir de los 200 mm de apertura, utilizando para ello más de 300 aumentos y cielos estables: en sus mayores aproximaciones llega a medir 0.88 segundos de arco. El resto de los satélites son mucho menores y siempre parecen estrellas, incluso a gran aumento.
Los satélites más internos pueden capturarse, sin embargo, con cualquier cámara CCD empleando focales superiores a los 2 m.

## Sistema de anillos

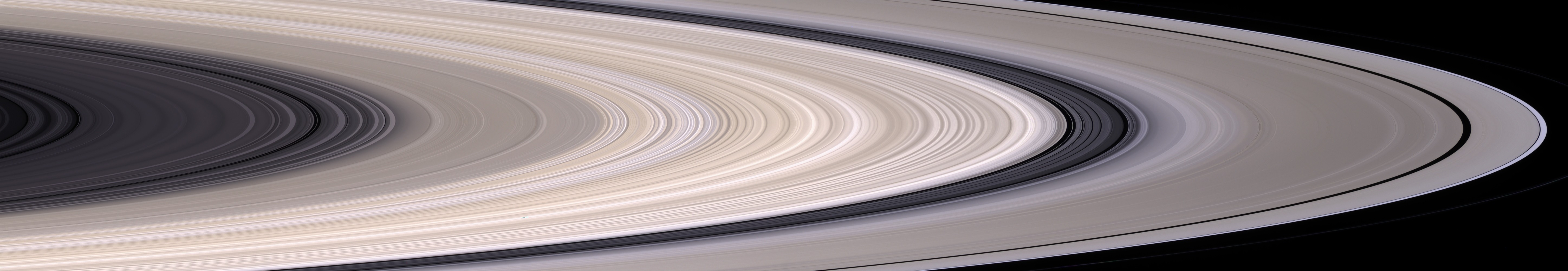
Vista panorámica de los anillos en color verdadero obtenida por la misión Cassini. Son claramente apreciables los diferentes anillos y las divisiones entre ellos.

La característica más notable de Saturno son sus anillos, que dejaron muy perplejos a los primeros observadores, incluido Galileo. Su telescopio no era tan potente como para revelar la verdadera naturaleza de lo que observaba y, por error de perspectiva, creyó que se trataba de dos cuerpos independientes que flanqueaban el planeta. Pocos años después, Saturno presentaba los anillos de perfil, y Galileo quedó muy sorprendido por la brusca desaparición de los dos hipotéticos compañeros del planeta. Por fin, la existencia del sistema de anillos fue determinada por Christiaan Huygens en 1659, con la ayuda de un telescopio más potente.
Los anillos de Saturno se extienden en el plano ecuatorial del planeta desde los 6630 km a los 120 700 km por encima del ecuador de Saturno y están compuestos de partículas con abundante agua helada. El tamaño de cada una de las partículas varía desde partículas microscópicas de polvo hasta rocas de unos pocos metros de tamaño. El elevado albedo de los anillos muestra que estos son relativamente modernos en la historia del sistema solar. En un principio se creía que los anillos de Saturno eran inestables a lo largo de períodos de decenas de millones de años, otro indicio de su origen reciente, pero los datos enviados por la sonda Cassini sugieren que son mucho más antiguos de lo que se pensaba en un principio. Los anillos de Saturno poseen una dinámica orbital muy compleja presentando ondas de densidad, e interacciones con los satélites de Saturno (especialmente con los denominados satélites pastores). Al estar en el interior del límite de Roche, los anillos no pueden evolucionar hacia la formación de un cuerpo mayor.

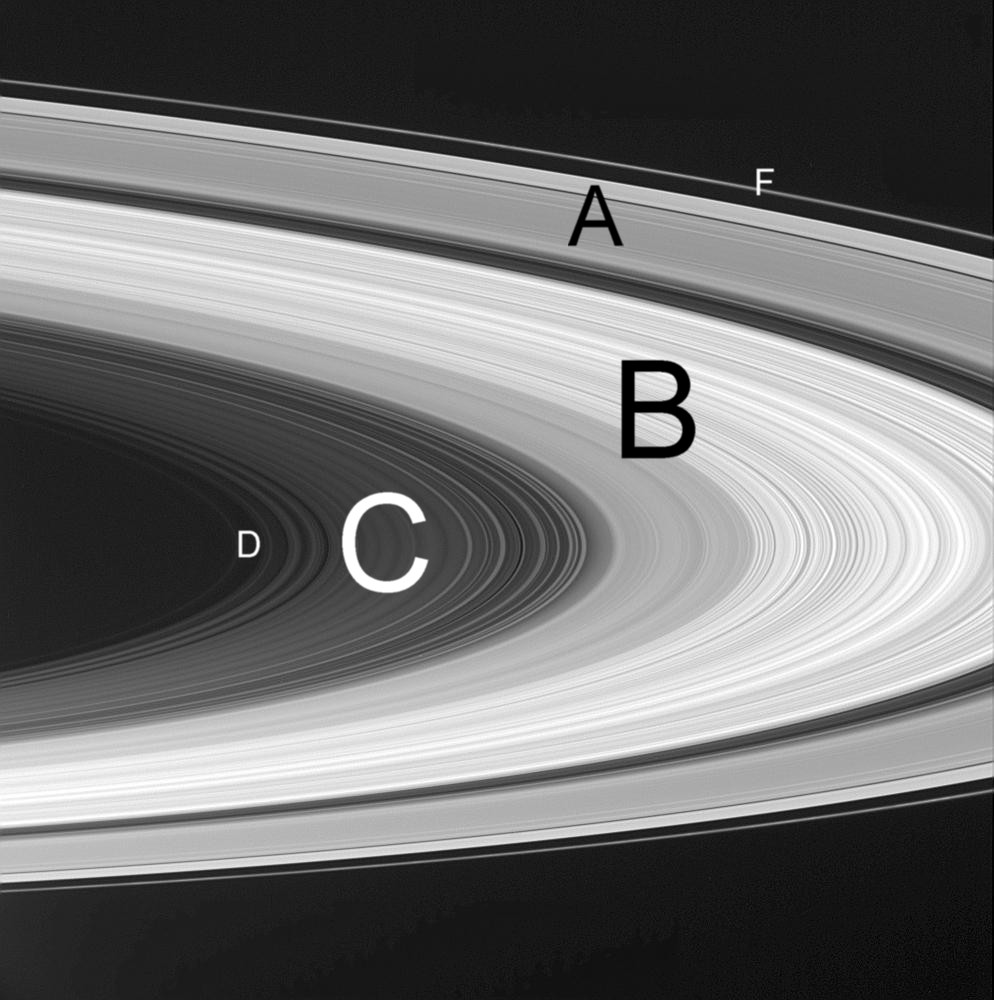
Imagen de los anillos de Saturno marcando los anillos principales

Los anillos se distribuyen en zonas de mayor y menor densidad de material existiendo claras divisiones entre estas regiones. Los anillos principales son los llamados anillos A y B, separados entre sí por la división de Cassini. En la región interior al anillo B se distinguen otro anillo más tenue aunque extenso: C y otro anillo tenue y fino: D. En el exterior se puede distinguir un anillo delgado y débil denominado anillo F. El tenue anillo E se extiende desde Mimas hasta Rea y alcanza su mayor densidad a la distancia de Encelado, el cual se piensa lo provee de partículas, debido a las emisiones de unos géiseres que se encuentran en su polo sur.

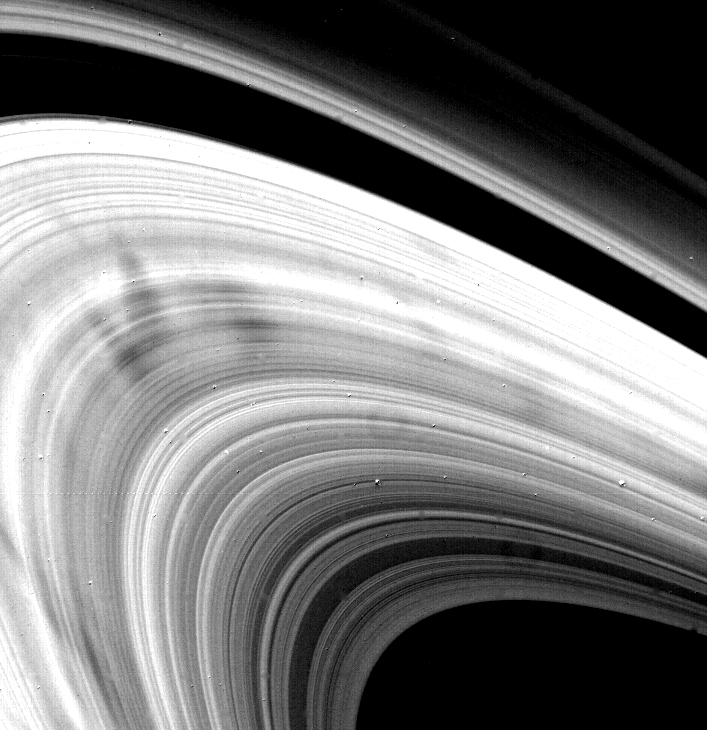
Spokes en los anillos de Saturno observados por la sonda Voyager 2 en 1981

Hasta los años 1980 la estructura de los anillos se explicaba por medio de las fuerzas gravitatorias ejercidas por los satélites cercanos. Las sondas Voyager encontraron sin embargo estructuras radiales oscuras en el anillo B llamadas cuñas radiales (en inglés: spokes) que no podían ser explicadas de esta manera ya que su rotación alrededor de los anillos no era consistente con la mecánica orbital. Se considera que estas estructuras oscuras interactúan con el campo magnético del planeta, ya que su rotación sobre los anillos seguía la misma velocidad que la magnetosfera de Saturno. Sin embargo el mecanismo preciso de su formación todavía se desconoce. Es posible que las cuñas aparezcan y desaparezcan estacionalmente.
El 17 de agosto de 2005, los instrumentos a bordo de la nave Cassini desvelaron que existe algo similar a una atmósfera alrededor del sistema de anillos, compuesta principalmente de oxígeno molecular. Los datos obtenidos han demostrado que la atmósfera en el sistema de anillos de Saturno es muy parecida a la de Europa y Ganimedes, satélites de Júpiter.
El 19 de septiembre de 2006, la NASA anunció el descubrimiento de un nuevo anillo en Saturno, por la nave espacial Cassini durante una ocultación solar, cuando el Sol pasa directamente detrás de Saturno y Cassini viaja en la sombra dejada por Saturno con lo que los anillos tienen una iluminación brillante. Habitualmente, una ocultación solar puede durar una hora pero el 17 de septiembre de 2006 duró 12 horas, siendo la más larga de la misión Cassini. La ocultación solar dio la oportunidad a Cassini de realizar un mapa de la presencia de partículas microscópicas que no son visibles normalmente, en el sistema de anillos.
El nuevo anillo, apenas perceptible, está entre el Anillo F y el Anillo G. Esta ubicación coincide con las órbitas de Jano y Epimeteo, dos satélites coorbitales de Saturno cuyas distancias al centro del planeta se diferencian menos que el tamaño de dichos satélites, por lo que describen una extraña danza que los lleva a intercambiar sus órbitas. Los investigadores de la NASA aseguraron que el impacto de meteoros en esos satélites ha hecho que otras partículas se unan al anillo.
Las cámaras a bordo de la nave Cassini captaron imágenes de un material helado que se extiende decenas de miles de kilómetros desde Encélado, otra confirmación de que la luna está lanzando material que podría formar el anillo E. El satélite Encélado pudo ser visto a través del anillo E con sus chorros saliendo de su superficie semejando «dedos», dirigidos al anillo en cuestión. Estos chorros están compuestos de partículas heladas muy delgadas, que son expulsadas por los géiseres del Polo Sur de Encelado y entran en el anillo E.
«Tanto el nuevo anillo como las estructuras inesperadas del E nos dan una importante pista de cómo los satélites pueden lanzar pequeñas partículas y esculpir sus propios ambientes locales», dijo Matt Hedman, un investigador asociado a la Universidad Cornell en Ithaca, Nueva York.

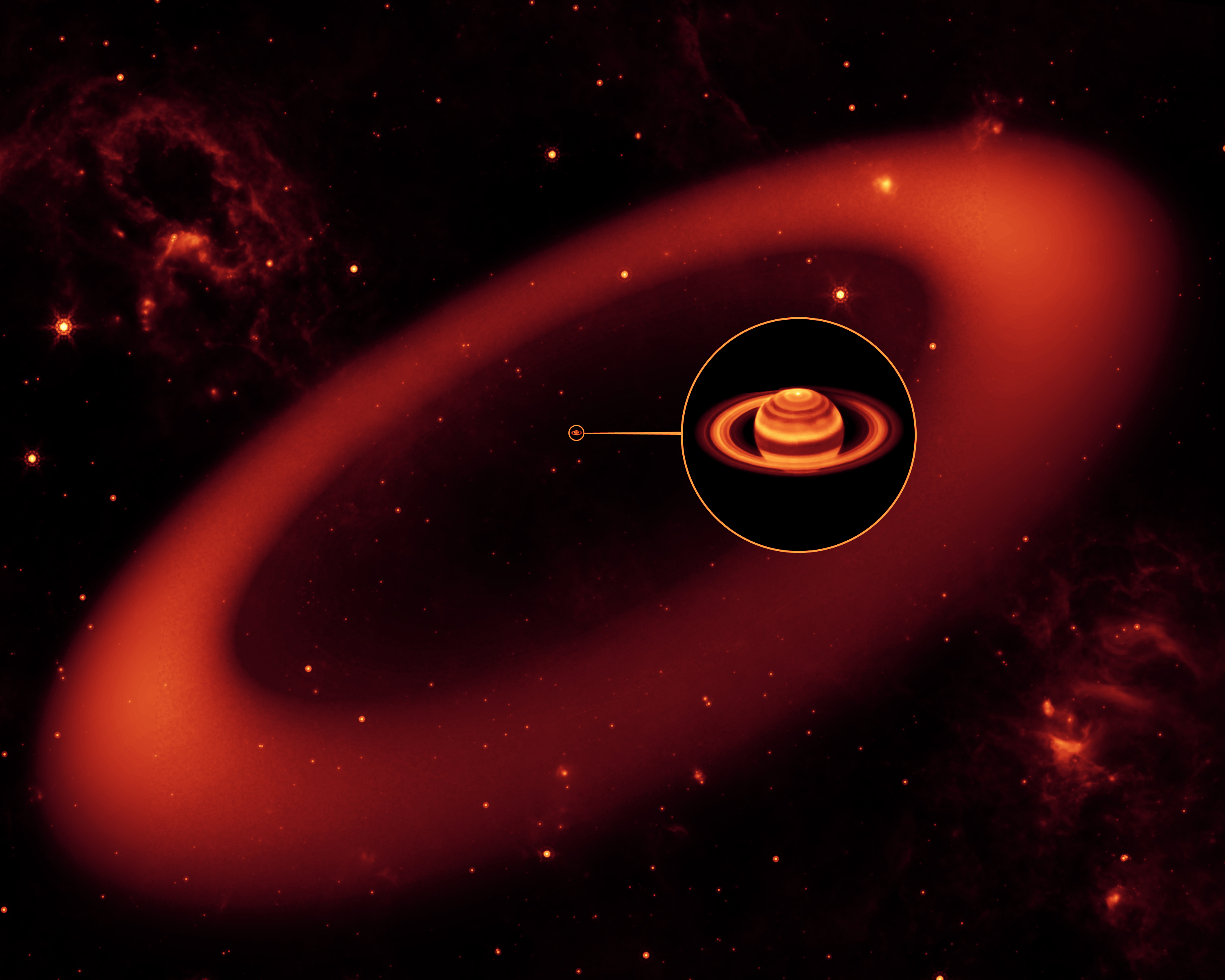
Representación artística del anillo difuso en la órbita de Febe

La nave también tomó una fotografía en color de la Tierra, a cerca de 1500 millones de kilómetros de distancia, en la que parece una esfera azul claro. En otra imagen, tomada en la misma fecha, puede apreciarse también la Luna.
Carolyn Porco, responsable del equipo que opera las cámaras de la sonda Cassini en el Instituto de Ciencia Espacial de Boulder, en Colorado, dijo al respecto:

«Nada tiene tanto poder para alterar nuestra perspectiva de nosotros mismos y de nuestro sitio en el cosmos como esas imágenes de la Tierra que obtenemos de lugares tan lejanos como Saturno».

La NASA también anunció el 24 de octubre de 2007 el descubrimiento de un cinturón de micro satélites en el borde exterior del anillo A y cuyo tamaño varía desde el de un camión pequeño al de un estadio, probablemente causado por la destrucción de un satélite pequeño.
En octubre de 2009, el telescopio espacial Spitzer descubre un nuevo y enorme anillo alrededor de Saturno, mucho más grande de los que le rodean. Después de muchos siglos, este había pasado desapercibido hasta ahora, porque está tan enrarecido que resulta casi invisible. Este nuevo cinturón se despliega en el confín del sistema saturniano. Su masa comienza a unos seis millones de kilómetros del planeta y se extiende hasta alcanzar 13 millones de kilómetros de diámetro. Uno de los más lejanos satélites de Saturno, Febe, órbita dentro del nuevo anillo, y probablemente sea la fuente de su composición.

## Magnetosfera

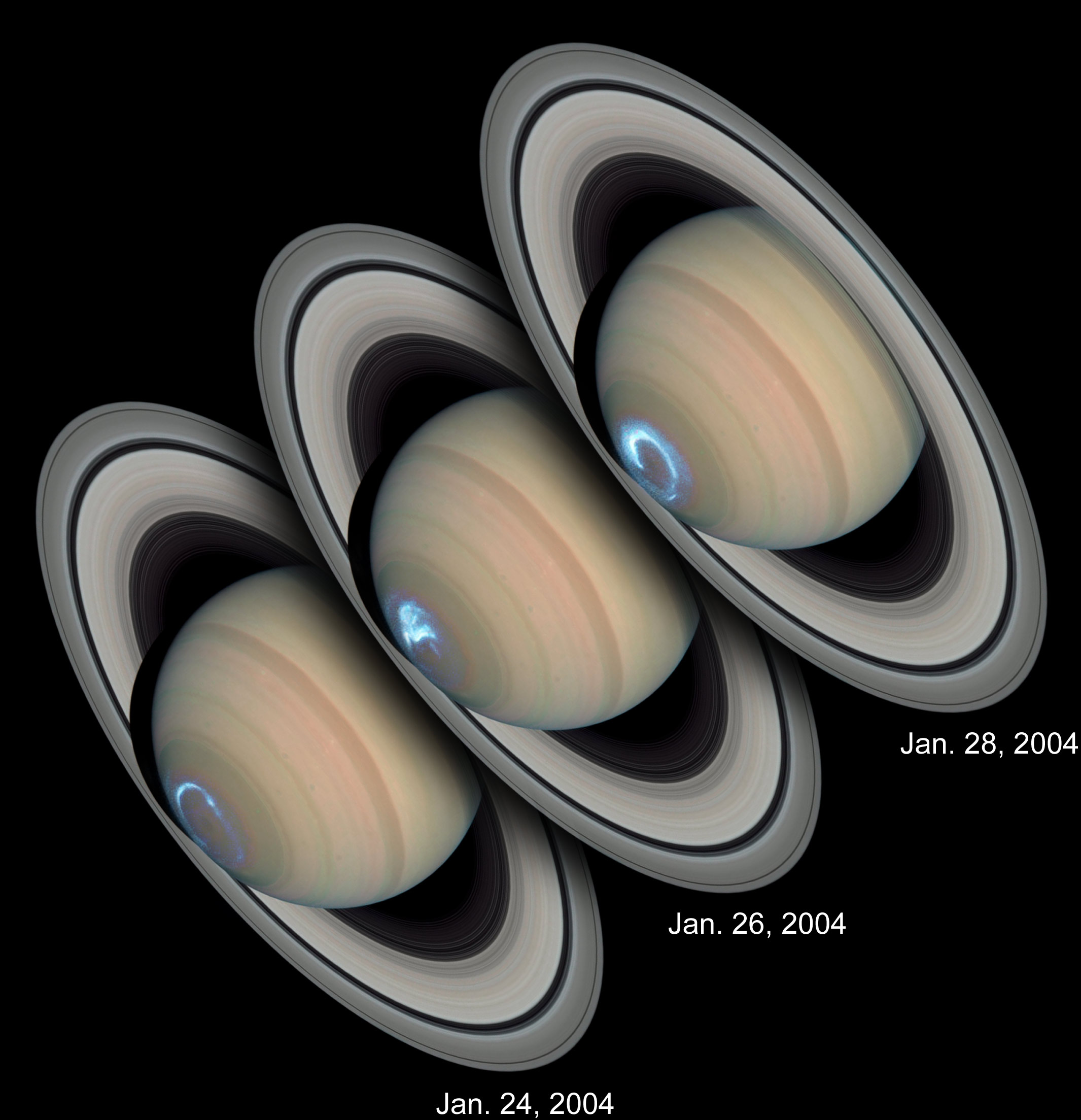
Fenómenos de tipo aurora producidos en la atmósfera superior de Saturno y observados por el HST

El campo magnético de Saturno es mucho más débil que el de Júpiter, y su magnetosfera es una tercera parte de la de Júpiter. La magnetosfera de Saturno consta de un conjunto de cinturones de radiación toroidales en los que están atrapados electrones y núcleos atómicos. Los cinturones se extienden unos dos millones de kilómetros desde el centro de Saturno, e incluso más, en dirección contraria al Sol, aunque el tamaño de la magnetosfera varía dependiendo de la intensidad del viento solar (el flujo desde el Sol de las partículas cargadas). El viento solar y los satélites y anillos de Saturno suministran las partículas que están atrapadas en los cinturones de radiación. El periodo de rotación de 10 horas, 39 minutos y 25 segundos del interior de Saturno fue medido por el Voyager 1 mientras atravesaba la magnetosfera, que gira de forma sincrónica con el interior de Saturno. La magnetosfera interactúa con la ionosfera, la capa superior de la atmósfera de Saturno, causando emisiones aurorales de radiación ultravioleta; recientes estudios muestran que en el polo norte del planeta existe en vez de un anillo de varias auroras menores cómo en Júpiter o la Tierra una única gran aurora de forma anillada.
Rodeando la órbita de Titán, y extendiéndose hasta la órbita de Rea, se encuentra una enorme nube toroidal de átomos de hidrógeno neutro. Un disco de plasma, compuesto de hidrógeno y posiblemente de iones oxígeno, se extiende desde fuera de la órbita de Tetis hasta casi la de Titán. El plasma gira en sincronía casi perfecta con el campo magnético de Saturno.

## Exploración espacial de Saturno

Representación artística de la maniobra de inserción orbital de la misión Cassini/Huygens y su paso por los anillos del planeta

Visto desde la Tierra, Saturno aparece como un objeto amarillento, uno de los más brillantes en el cielo nocturno. Observado a través de un telescopio, los anillos A y B se ven fácilmente, mientras que los D y E solo se ven en condiciones atmosféricas óptimas. Con telescopios de gran sensibilidad situados en la Tierra se distinguen, en la niebla de la envoltura gaseosa de Saturno, pálidos cinturones y estructuras de bandas paralelas al ecuador.
Tres naves espaciales estadounidenses incrementaron enormemente el conocimiento del sistema de Saturno: la sonda Pioneer 11 y las Voyager 1 y 2, que sobrevolaron el planeta en septiembre de 1979, noviembre de 1980 y agosto de 1981, respectivamente. Estas naves espaciales llevaban cámaras e instrumentos para analizar las intensidades y polarizaciones de la radiación en las regiones visible, ultravioleta, infrarroja y de radio del espectro electromagnético. También estaban equipadas con instrumentos para el estudio de los campos magnéticos y para la detección de partículas cargadas y granos de polvo interplanetario.

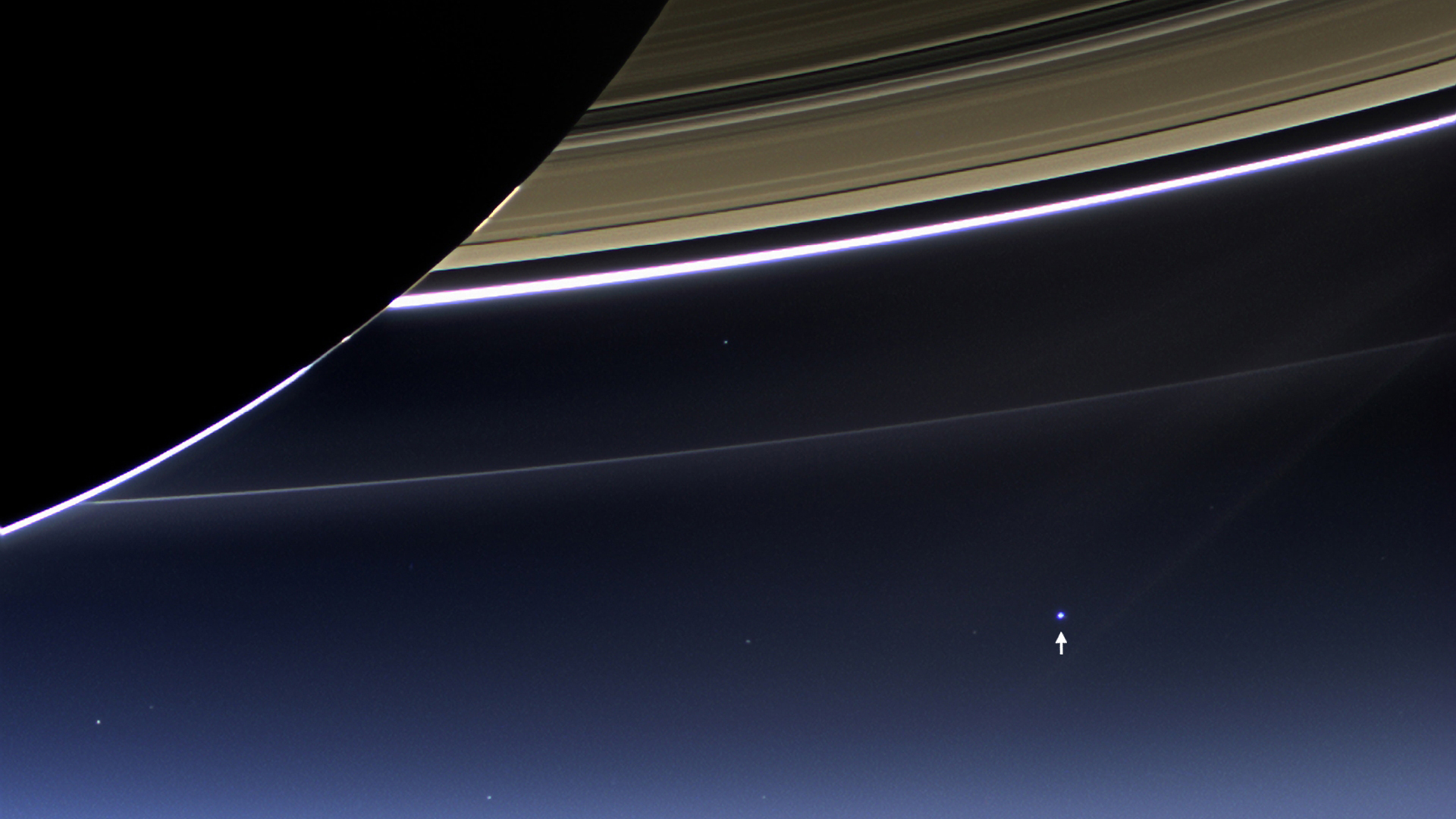
Fotografía de la Tierra vista desde Saturno.

En octubre de 1997 fue lanzada la nave Cassini con destino a Saturno, que incluía también la sonda Huygens para explorar Titán, el mayor y más interesante de los satélites del planeta. Se trata del último proyecto de gran presupuesto de la NASA, en colaboración con la Agencia Espacial Europea y la Agencia Espacial Italiana. Tras un viaje de casi siete años, estaba previsto que la Cassini recogiese datos sobre Saturno y sus satélites durante otros cuatro años. En octubre de 2002 la nave obtuvo su primera fotografía del planeta, tomada a una distancia de 285 millones de kilómetros, y en la que aparece también Titán. En junio de 2004 la Cassini sobrevoló Febe, otro satélite de Saturno (el más alejado), obteniendo imágenes espectaculares de su superficie, llena de cráteres. En julio del mismo año, la nave entró en órbita de Saturno. En enero de 2005 la sonda Huygens atravesó la atmósfera de Titán y alcanzó su superficie, enviando a la Tierra datos e imágenes de gran interés del satélite.
Fechas importantes en la observación y exploración de Saturno
- 1610: Galileo observa a través de su telescopio los anillos de Saturno.
- 1655: Titán fue descubierto por el astrónomo neerlandés Christiaan Huygens.
- 1659: Christiaan Huygens observa con mayor claridad los anillos de Saturno y describe su verdadera apariencia.
- 1789: los satélites Mimas y Encélado son descubiertas por William Herschel.
- 1979: sobrevuelo por la Pioneer 11. El 1 de septiembre de 1979 la sonda estadounidense Pioneer 11 se aproximó a una distancia de 20 000 km de las nubes superiores.
- 1980: acelerada por el campo gravitatorio de Júpiter, la sonda Voyager 1 alcanzó Saturno el 12 de noviembre a una distancia de 124 200 km. En esta ocasión descubrió estructuras complejas en el sistema de anillos del planeta y consiguió datos de la atmósfera de Saturno y de su mayor satélite, Titán de la que pasó a menos de 6500 km.
- 1982: Voyager 2 se acerca a Saturno.
- 2004: Cassini/Huygens alcanza Saturno. Se convirtió en el primer vehículo en orbitar el lejano mundo y acercarse a sus anillos. La misión espacial terminó en el año 2017.
- 2009: gracias al telescopio espacial Spitzer, se descubre otro anillo alrededor de Saturno, que era invisible desde nuestro planeta y que, a su vez, es el más grande del sistema solar.
- 2017: en abril de 2017, la sonda Cassini/Huygens se sumergió y pasó entre Saturno y su anillo más cercano a una velocidad de 124 000 km/h. Entre Saturno y su anillo más cercano hay un distancia de 2000 km, aproximadamente. Para esto, debió cortar la conexión con la Tierra, retomándola unas 20 horas después. Este fue el primero de 22 encuentros cercanos planeados.

## Observación de Saturno

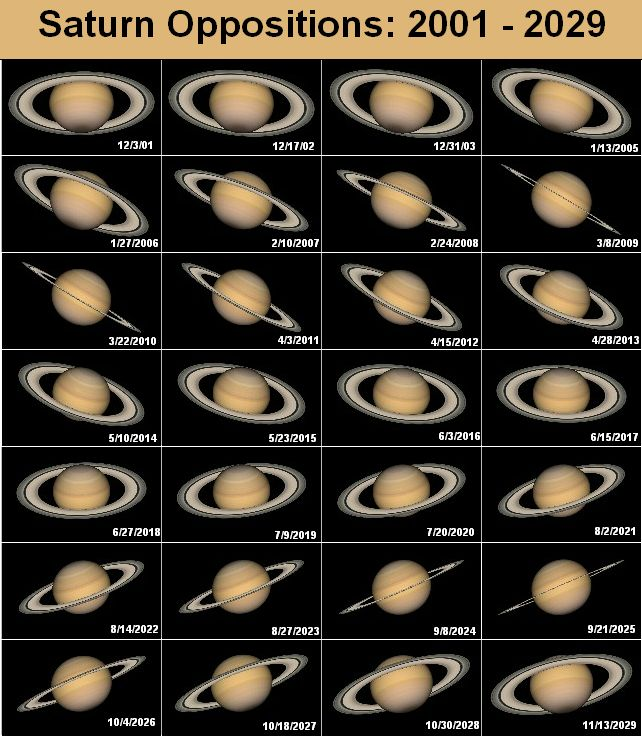
Oposiciones de Saturno: 2001-2029

Saturno es un planeta fácil de observar, pues es visible en el cielo la mayor parte del tiempo y sus anillos pueden observarse con cualquier telescopio. Se observa mejor cuando el planeta está cerca o en oposición, es decir, la posición de un planeta cuando está a una elongación de 180°, por lo que aparece opuesto al Sol en el cielo. En la oposición del 13 de enero de 2005, Saturno pudo verse con un máximo que no será igualado hasta 2031, debido a una orientación de sus anillos con respecto a la Tierra bastante favorable.
Saturno se observa a simple vista en el cielo nocturno como un punto luminoso (que no parpadea) brillante y amarillento cuyo brillo varía normalmente entre la magnitud +1 y la 0, toma aproximadamente 29 años y medio en realizar una traslación completa en su órbita con respecto a las estrellas de fondo pertenecientes al zodiaco. Con apoyo óptico, como con grandes binoculares o un telescopio, se necesita una magnificación de al menos 20x para que la mayoría de las personas puedan distinguir claramente los anillos de Saturno.

## Saturno en varias culturas
En la astrología hinduista hay nueve planetas, conocidos como navagrajas. Saturno se denomina Shani, el juez entre todos los planetas, y determina a cada uno según sus propios hechos realizados malos o buenos.
La cultura china y japonesa designan a Saturno como la estrella de la tierra dentro del esquema tradicional oriental de utilizar cinco elementos (tierra, agua, fuego, aire y éter) para clasificar los elementos naturales.
En la cábala (de la cultura hebrea) Saturno se llama Shabbathai (relacionado con el shabat [sábado]). Su ángel es Cassiel. Su inteligencia (o espíritu beneficioso) es Agiel (layga). Su espíritu (el aspecto más oscuro) es Zazel (lzaz).
En turco y malayo, su nombre es Zuhal, tomado del árabe زحل.
Saturno fue también conocido como Φαίνων por los griegos.